# État de Kaduna
Pour les articles homonymes, voir Kaduna (homonymie).
Kaduna est un État du centre du Nigeria. Il tire son nom de sa capitale et ville principale Kaduna.

## Histoire
L'État a été créé le 3 février 1976 d'une restructuration de l'État du Centre-Nord (North Central State, 1967-1975)). 
En 1987 et 1991, la province de Katsina devient indépendante sous le nom d'État de Katsina, établissant l'État de Kaduna dans ses frontières actuelles.

## Géographie
L'État est bordé à l'ouest par l'État nigérian de Niger, au nord par les États de Zamfara et Katsina, au nord-est par l'État de Kano, à l'est par les États de Bauchi et Plateau et au sud par l'État de Nassarawa et le territoire d'Abuja.

### Principales villes
| Ville       | Population (estimation 2010) |
| ----------- | ---------------------------- |
| Kaduna      | 2 061 175                    |
| Zaria       | 667 425                      |
| Kafanchan   | 32 301                       |
| Kagoro (en) | 23 616                       |
| Rahama (en) | 19 842                       |

## Divisions
L'État de Kaduna est divisé en 23 zones de gouvernement local : Birnin-Gwari, Chikun, Giwa, Igabi, Ikara, Jaba, Jema'a, Kachia, Kaduna North, Kaduna South, Kagarko, Kajuru, Kaura, Kauru, Kubau, Kudan, Lere, Makarfi, Sabon-Gari, Sanga, Soba, Zangon-Kataf et Zaria.

## Économie

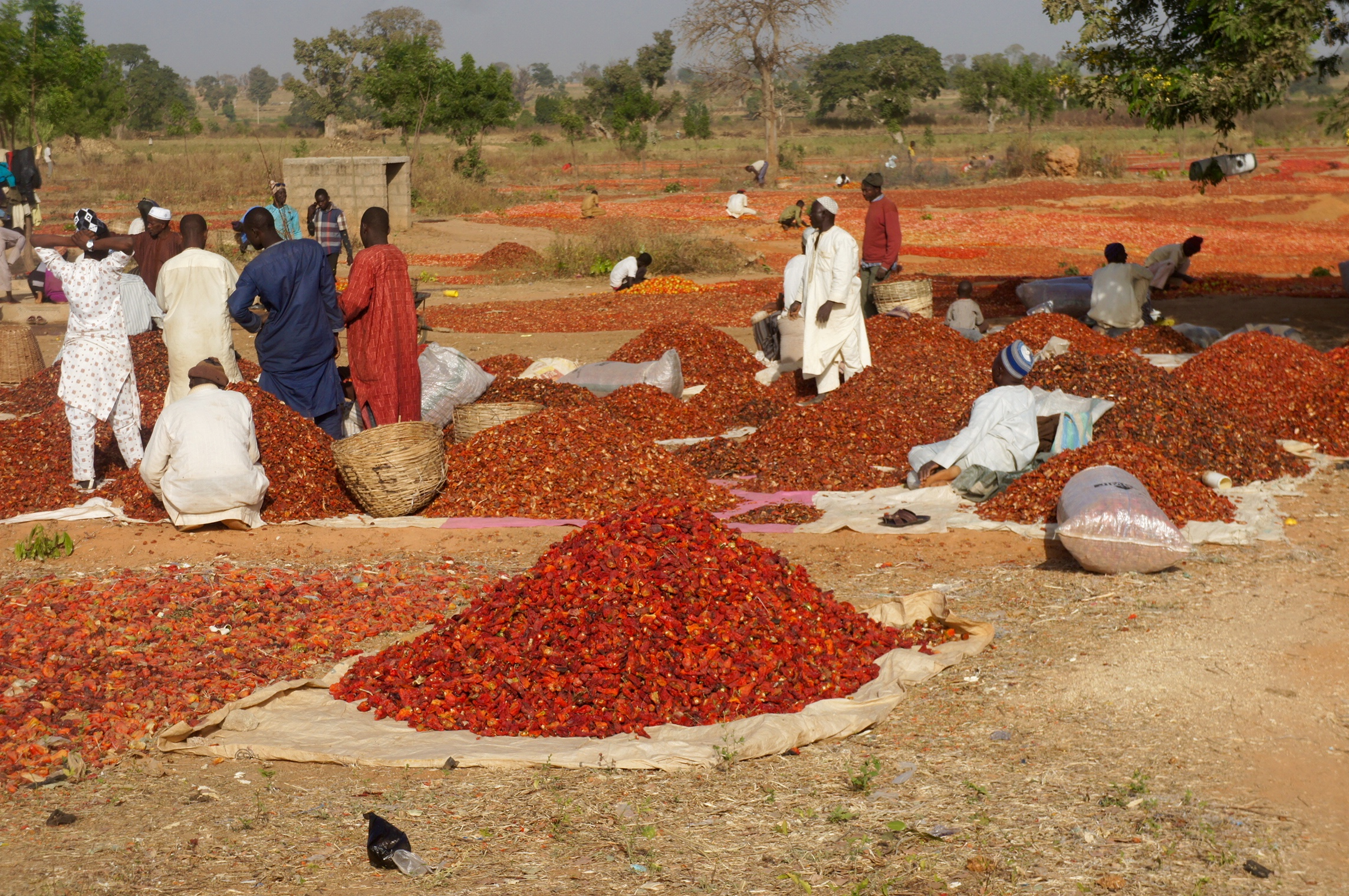
Ferme de tomates séchées et de poivrons, Hunkuyi, État de Kaduna

L'agriculture représente quatre-vingts pour-cent de l'économie de l'État. La principale culture est le coton dont l'État est le leader national. Les autres denrées cultivées sont : la pomme de terre (280 000 tonnes récoltées par an), l'igname, le tabac, les haricots, le millet, le gingembre, le riz et le manioc.
Un autre pan important de l'économie est l'élevage : volailles, moutons, chèvres et porcs.
Enfin l'État recèle quelques richesses minières : serpentine, amiante, kyanite, améthyste, sillimanite, or...

## Culture
Le haoussa et dans une moindre mesure le gbari (langues voltaïco-nigériennes) sont les langages dominants, mais une cinquantaine d'autres langues sont parlées par de petites minorités.
Certaines langues comme le sheni (ou ziriya) sont même quasiment éteintes.

## Personnalités
- Zainab Ahmed (1960-), femme politique nigériane née dans l'État de Kaduna.
- Barnabas Bala (1956-2021), architecte et homme politique, gouverneur adjoint de l'État de Kaduna de 2015 à 2019.